# Yolombó
Yolombó è un comune della Colombia facente parte del dipartimento di Antioquia.
Il centro abitato venne fondato nel 1560, mentre l'istituzione del comune è del 1883.